# Saint-Vaast-du-Val
 Saint-Vaast-du-Val  es una población y comuna francesa, en la región de Alta Normandía, departamento de Sena Marítimo, en el distrito de Dieppe y cantón de Tôtes.

## Demografía
| 274 | 274 | 252 | 309 | 285 | 300 |
| Para los censos de 1962 a 1999 la población legal corresponde a la población sin duplicidades (Fuente: INSEE [Consultar]) |     |     |     |     |     |